# Cynethryth
Cynethryth (in antico inglese Cyneðryð; ... – dopo il 798) fu regina di Mercia nella seconda metà dell'VIII secolo, in quanto moglie di re Offa.
Oltre che una delle poche sovrane anglosassoni ad essere nota, è l'unica a comparire sulle monete del tempo.

## Biografia
Molto poco si sa sulla vita di Cynethryth. Fu sposa di re Offa di Mercia, e doveva avere molta influenza nel governo del marito, come testimoniano le monete coniate con la sua effigie, ad oggi unico esempio di rappresentazione monetaria di una regina anglosassone. Inoltre Carlo Magno, prendendo contatti diplomatici col regno di Mercia, nelle sue lettere si rivolgeva tanto ad Offa quanto alla sua regina.
Cynethryth sopravvisse al marito, morto nel 796, e si ritirò nel monastero di Cookham, di cui divenne in breve tempo badessa. Dopo il 798 cessa ogni menzione dell'ex-regina, probabile segno di una sua morte attorno a questa data. Probabilmente venne sepolta nel monastero stesso, che fu tuttavia in seguito completamente raso al suolo.

## Discendenza
Offa e Cynethryth ebbero diversi figli, di cui solo cinque sono noti con certezza:
- Ecgfrith, re di Mercia nel 796;
- Ælfflæd, regina di Northumbria in quanto sposa di re Æthelred I di Northumbria
- Eadburh, regina del Wessex in quanto sposa di re Beorhtric del Wessex;
- Alfreda, monaca anacoreta in seguito canonizzata;
- Æthelburh, a sua volta badessa.